# パーミー
パーミー（Palmy, ปาล์มมี่、1981年8月7日 - ）は、タイ出身の歌手。

## 経歴
タイ人の母とベルギー人の父を持つ。本名イヴ・パーンジャルーン（อีฟ ปานเจริญ、Eve Parnjereurn）。
12歳までバンコクで過ごした後、母親と共にオーストラリアに渡る。
オーストラリア滞在中は美術を専攻。タイには無い様々な美術、音楽に触れ、後の彼女のスタイルに大いに影響を与えた。
歌手になることを決意しタイに戻った彼女は、デモテープを持参しGMM GRAMMY社の門を叩く。
そして遂に2002年12月にデビューアルバム「Palmy」をリリース。
保守的なタイ国民にとって、ヒッピー風のファッションで自由をモットーとする歌を高らかに歌い上げる彼女のデビューは衝撃的な事件であった。
アルバムの一曲目「大声で歌いたい」はPalmyの代表曲であり、2002～2003年のタイ音楽シーンを代表する歌でもある。中でも同曲のPVで彼女が踊っている一見奇妙な踊りは特徴的で、ライヴなどでは演奏中にオーディエンスが真似をするのが恒例となっている。
音楽的には、基本的に洋楽の影響が大きいが、タイ語の声調の響きと相まって彼女独自の世界を形成している。
明るい曲調で真価を発揮するタイプのシンガーだが、バラードなどでも実に聴かせる実力派。
ライヴでの歌唱力も本物で、タイでは少ない、コンサートでのリップシンク（口パク）をしないアーティスト。
クランベリーズ、アラニス・モリセットなどの女性アーティストを好む。（過去のインタビューで、男性アーティストには余り魅力を感じない、という趣旨の発言をしている。）
2004年3月に日本デビュー。その3ヶ月後、6月10日には渋谷O-EASTにて初来日公演を果たす。その後も2004年11月13日、2006年11月12日に共に渋谷DuoMusicExchangeにて来日公演を行った。

## 音楽作品

### タイ本国盤
- Palmy（2001年12月21日）
- Stay（2003年7月29日）
- Showcase（ベスト盤, 2005年3月15日）
- Beautiful Ride（2006年6月3日）
- The Best Hits of Palmy（ベスト盤, 2006年11月14日）

### 日本盤
- Palmy（2004年3月21日）
- Beautiful Ride（2006年10月4日）

## 映像作品

### タイ本国盤
- Palmy（Karaoke VCD, 2002年4月3日）
- Palmy’s Life Concert（Concert VCD, 2002年5月21日）
- Palmy（上記2枚をセットにした限定版VCD, 2002年8月16日）
- Stay（Karaoke VCD, 2003年9月9日）
- Stay（Karaoke DVD, 2003年9月17日）
- Palmy Stay with Me（Concert VCD, 2003年12月19日）
- Showcase（ベスト盤Karaoke VCD, 2005年3月15日）
- Beautiful Ride（Karaoke VCD, 2006年6月29日）
- The Rhythm of The Times（Concert VCD, 2006年9月9日）
- The Rhythm of The Times（Concert DVD, 2006年10月14日）
- The Best Hits of Palmy（ベスト盤Karaoke VCD, 2006年11月14日）

### 日本盤
- Palmy（DVD, 2004年5月21日）